# Русский четырёхгранный игольчатый штык

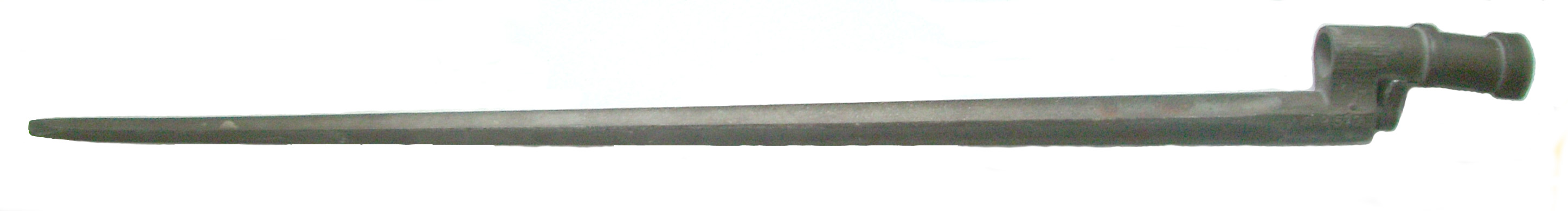
4-гранный игольчатый штык образца 1891—1930

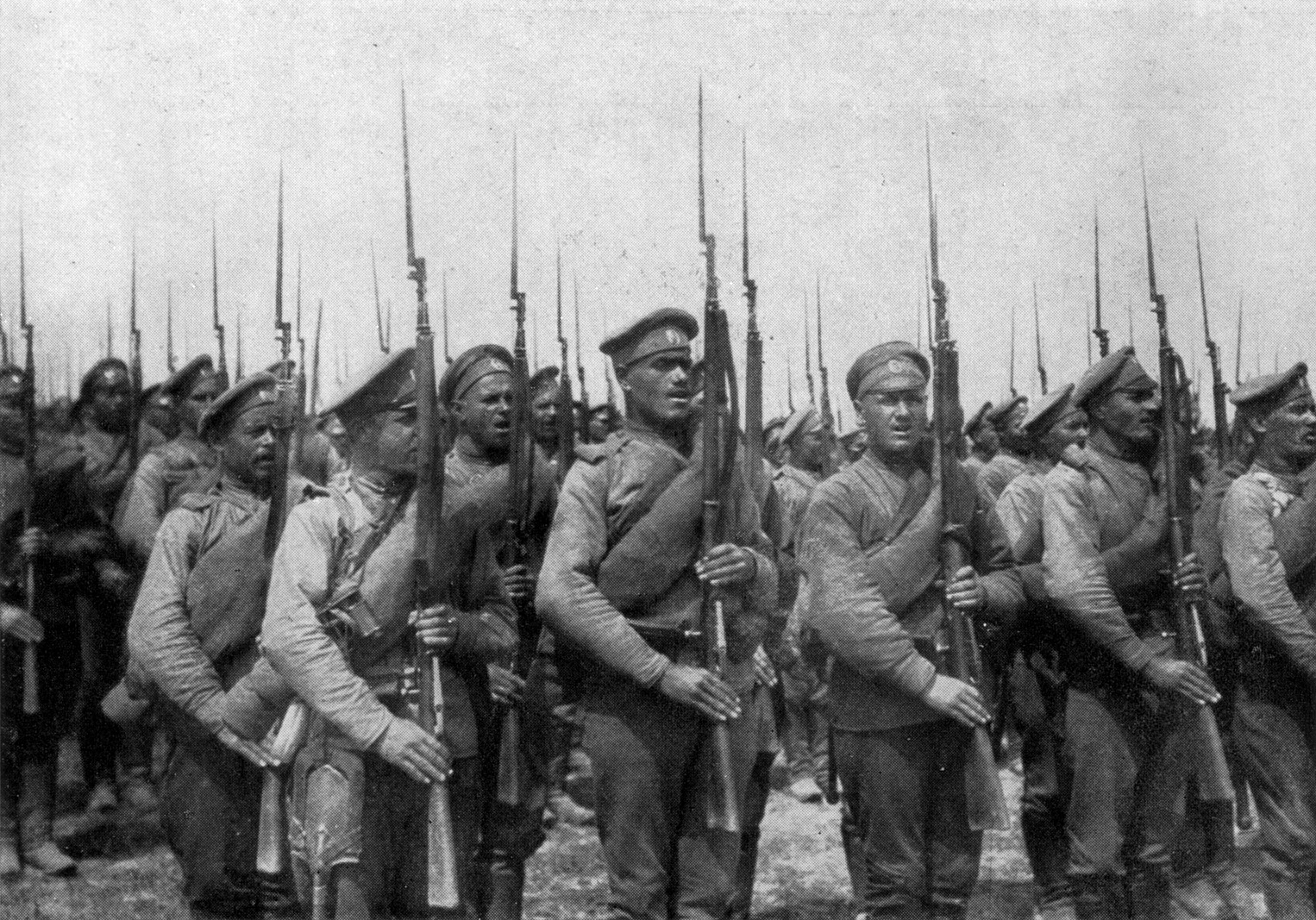
Русская пехота, штыки — примкнуты, на переднем плане у правофлангового солдата окопная лопата Линнеманна

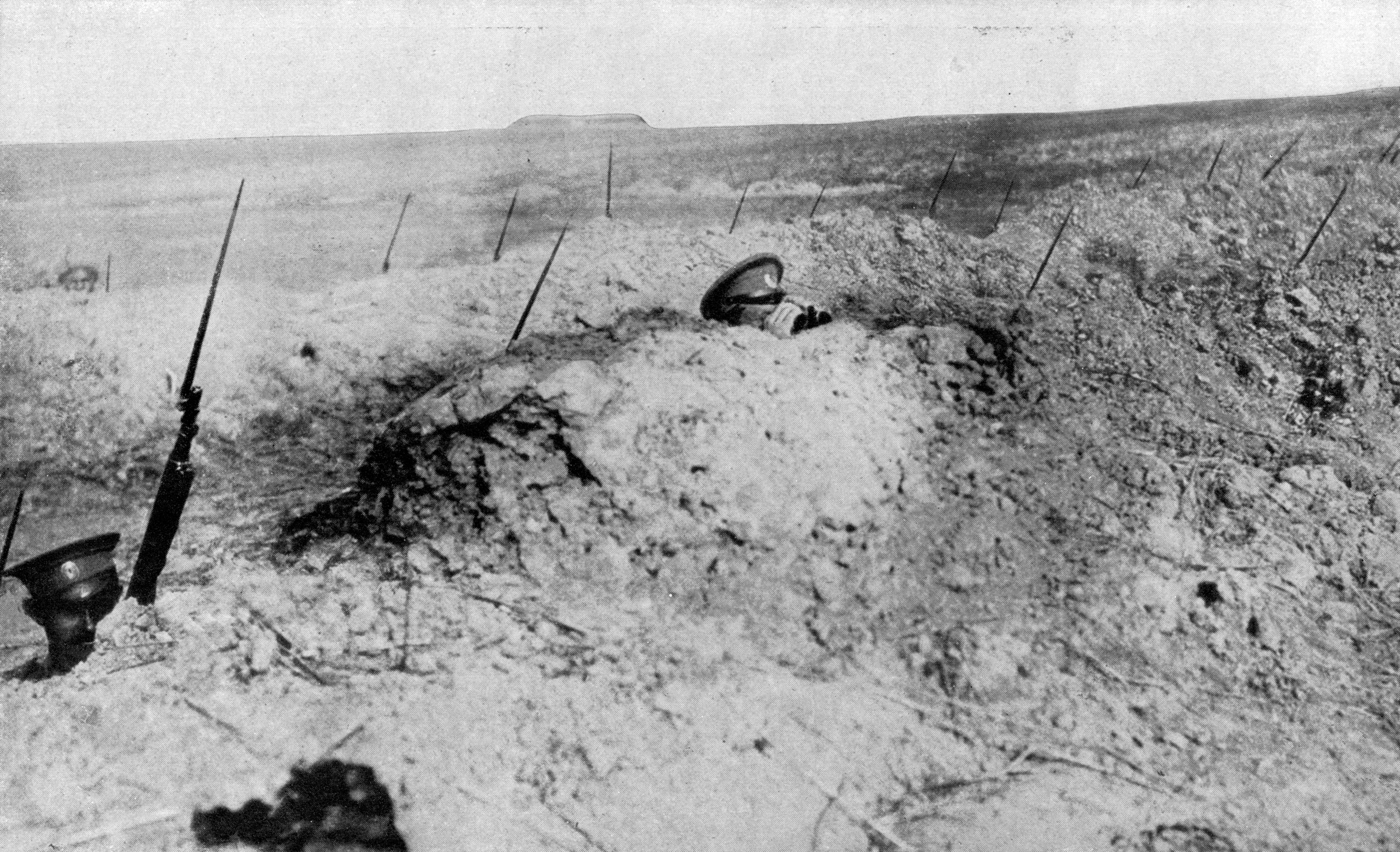
Окоп с русскими пехотинцами

Стрелковое формирование РККА на марше, штыки — примкнуты, 1920

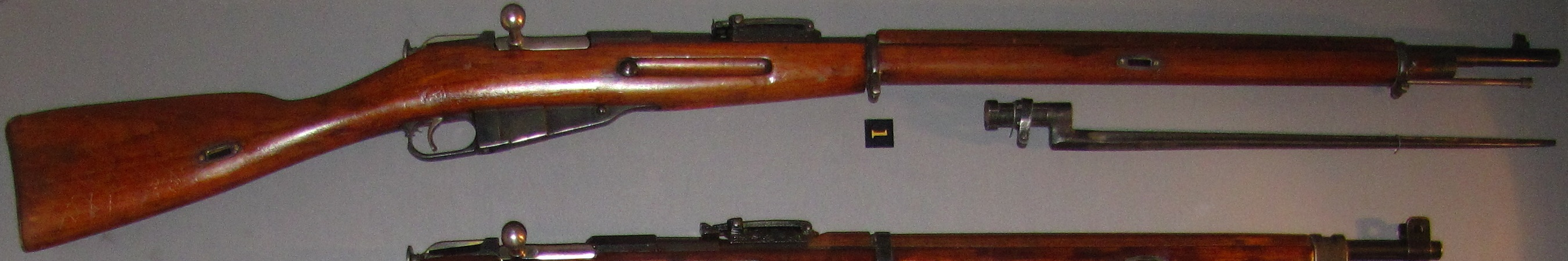
«Мосинка» в финском музее

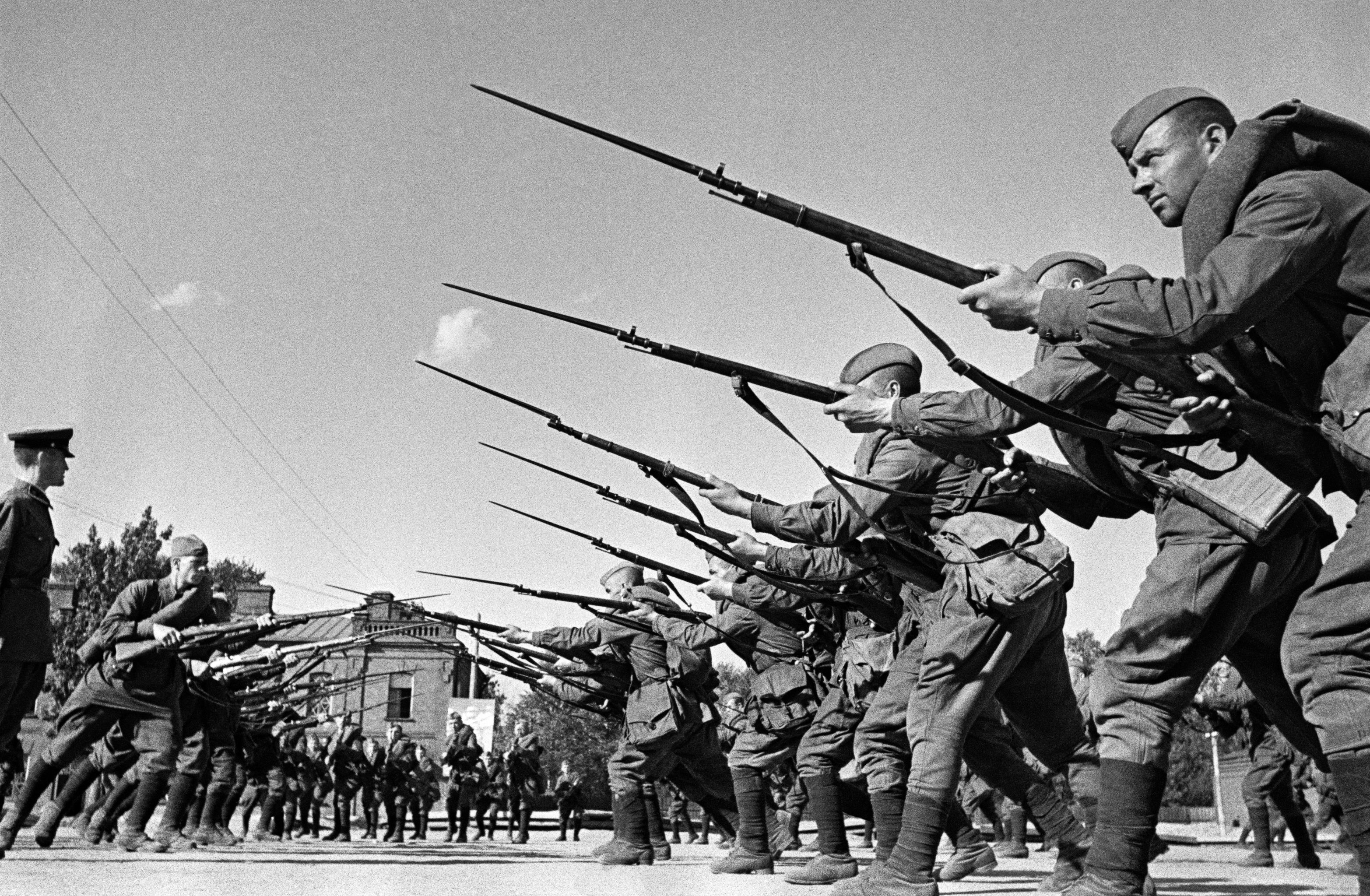
Обучение красноармейцев штыковому бою, август 1941

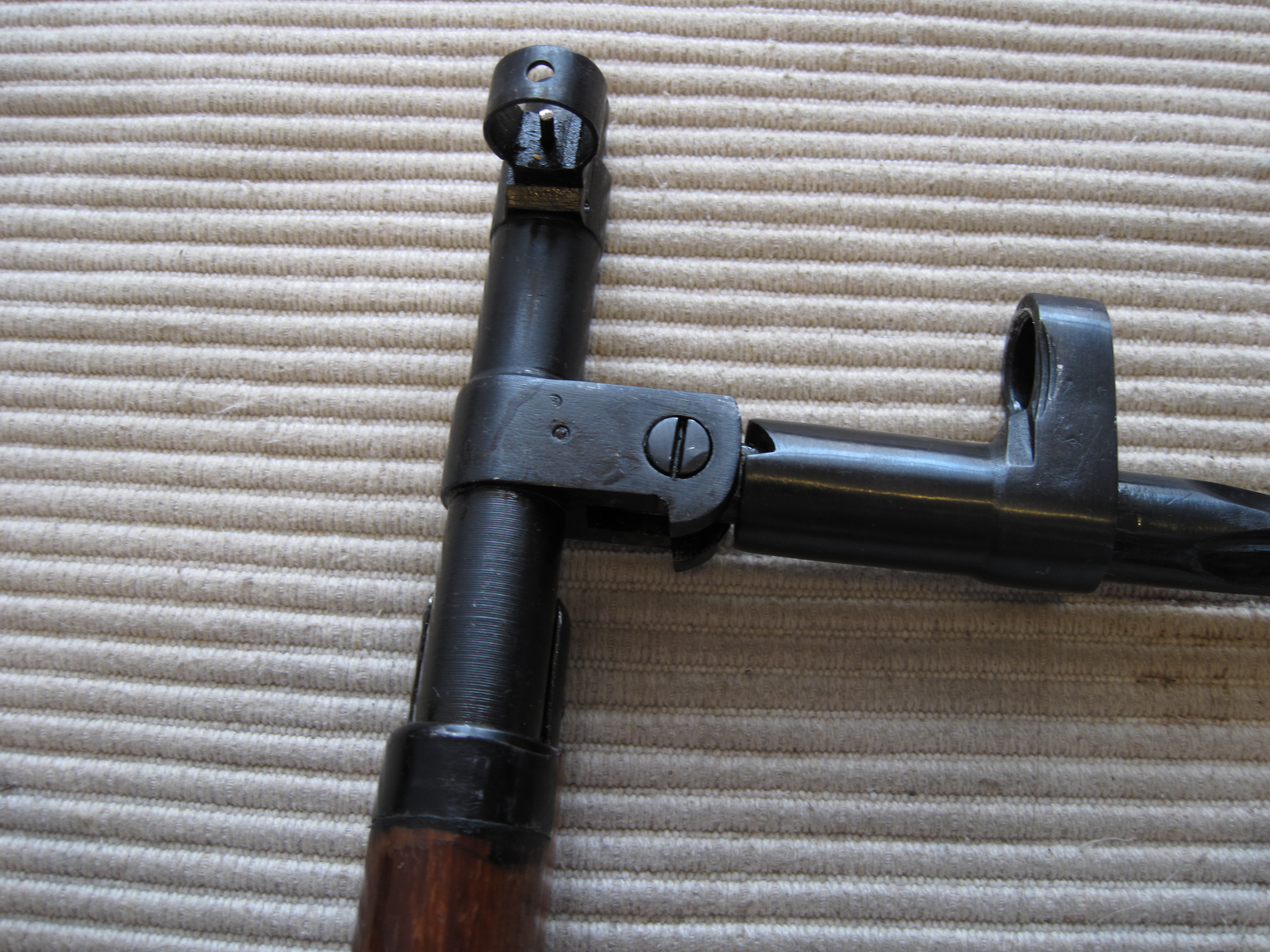
Штык карабина образца 1944 года — несъёмный, складной

Ру́сский четырёхгра́нный иго́льчатый штык — колющее холодное оружие (штык), примыкаемое к стволу винтовки Бердана (разг. «берда́нка») и 3-линейной винтовки Мосина (разг. «трёхлинейка»), карабинов образца 1944 года и СКС образца 1945 года. 
В литературе часто встречаемо укороченное название «русский штык».

## История
Казнозарядная винтовка системы Горлова-Гуниуса («система Бердан № 1») была спроектирована русскими офицерами — полковником Горловым и капитаном Гуниусом в США и пристреливалась без штыка. Горлов, как специалист военного дела по своему усмотрению выбрал для винтовки русский традиционный (введён вместо багинета в 1702—1709 годов и многократно дорабатывался в последующие полтора века) игольчатый 3-гранный штык, который был установлен под стволом огнестрельного оружия. Так как штык игольчатого типа имел преимущество при штыковом бое в плотном строю, а игольчатая форма штыка уменьшала шанс увязания в теле противника и повышала пробиваемость. Также игольчатый штык имел массу намного меньше, чем у аналогичного по габаритам клинкового штыка (примкнутый клинковый штык увеличивал нагрузку именно на переднюю часть ствола оружия, снижая точность стрельбы стоя и с колена), при игольчатых гранёных штыках, где шейка отклоняла лезвие на некоторое расстояние от оси канала ствола, стрельба не представляла проблем. Другое преимущество — большая длина перед клинковым штыком, так как общая длина ружья (винтовки) со штыком должна быть такой, чтобы пехотинец мог на безопасном расстоянии отразить сабельный удар кавалериста. Количество же граней штыка было обусловлено дульнозарядностью: при заряжании оружия с дула рука касалась смотрящей на ствол широкой плоской грани.
После проведённых стрельб с 3-гранным штыком оказалось, что пуля уходит от точки прицеливания при поражении цели. После этого был спроектирован более прочный игольчатый 4-гранный штык по типу швейцарского образца 1863 года (нем. Stichbajonett Mod. 1863). Этот штык, как и на предыдущих винтовках Русских гвардии,  армии и так далее, для компенсации деривации был помещён справа от ствола. Он был принят на вооружение ВС Российской империи в 1870 году, использовался с 4,2-линейной пехотной винтовкой образца 1870 года («система Бердан № 2») и, чуть видоизменённый, к драгунской версии этой же винтовки.

«… снова возбуждён вопрос о замене штыков тесаками … по примеру пруссаков. Три раза уже был обсуждаем этот вопрос лицами компетентными, все единогласно отдавали преимущества нашим штыкам и опровергали предположения государя, чтобы штыки примыкались к ружьям только в то время, когда предоставится надобность действовать холодным оружием. И несмотря на все прежние доклады в таком смысле, вопрос снова поднимается в четвёртый раз. С большой вероятностью, тут можно предполагать настояния герцога Георга Мекленбург-Стрелицкого, который не может допустить, чтобы у нас что-либо было лучше, чем в прусской армии».— Отрывок из дневника Д. А. Милютина, за 14 марта 1874 года.
В 1891 году появилась новая модификация штыка к винтовке Мосина, принятой на вооружение в том же году.
Имелось несколько модификаций:
- Крепление к винтовке хомутиком
- Крепление к винтовке пружинной защёлкой
- Крепление к винтовке пружинной защёлкой с намушником[3]

Остриё имело заточку в форме отвёртки. Ранения, наносимые 4-гранным игольчатым штыком, были тяжелее, чем нанесённые штык-ножом, имели большую глубину и малое входное отверстие, поэтому ранение сопровождалось сильным внутренним кровотечением, из-за чего применение штыка такой формы было осуждаемо как негуманное.
После создания весной 1912 года Балканского союза в течение 1912 года 50 000 винтовок было поставлено болгарской армии. В 1914 году начали поставки винтовок в Сербию.
После начала Первой мировой войны трофейные русские 3-линейные винтовки образца 1891 года (со штыками) широко использовали в войсках Центральных держав.
Однако в ходе Первой мировой войны были выявлены недостатки 4-гранного штыка — при позиционной войне, в окопе, в лесу штык часто мешал солдатам. Отмечена также повышенная хрупкость штыка.
В 1930 году с модификацией «трёхлинейки» был и модифицирован штык. 4-гранный штык был оставлен на вооружении РККА вплоть до Великой Отечественной войны, не в последнюю очередь из-за экономии средств на перевооружение стрелковых частей более современным штык-ножом.
В 1944 году был принят на вооружение новый 3-линейный карабин, он имел также игольчатый штык, но другой конструкции Н. С. Сёмина. Штык был зафиксирован на карабине и откидывался вперёд при необходимости, он был выбран в результате конкурса из 8 штыков как наиболее подходящий. Этим штыком оснастили карабин образца 1938 года, после чего карабин получил название «карабин образца 1944 года».
Игольчатый 4-гранный штык — неотъёмный, складной был в комплекте самозарядного карабина Симонова, образца 1945 года, хотя вскоре после начала производства был заменён на ножевидный.
Игольчатый 4-гранный штык после Великой Отечественной войны оставался на складах неприкосновенного запаса (НЗ) долгое время вместе с винтовкой и карабином Мосина различных модификаций.
По законодательству РФ игольчатый 4-гранный штык в непримкнутом к винтовке положении холодным оружием не считается. Расстояние от заднего среза трубки до шейки штыка не превышает 70 мм, что не обеспечивает надёжного, удобного и безопасного удержания штыка рукой, поэтому штык обладает травмоопасной рукоятью.